# Diffúz légzés
A diffúz légzés a külső légzés egyik formája, amikor nincs lokalizált légzőszerv, hanem nagy, többnyire körülhatárolhatatlan felületen történik a gázcsere. Diffúz légzést legnagyobb részben alacsony szervezettségű vízi állatok alkalmaznak, azonban kiegészítő funkcióként több lokalizált légzésű állatcsoport is alkalmazza. A kétéltűek egészen kivételesek, mert szárazföldi állatokként is van diffúz légzésük.

## Bőrlégzés
A diffúz légzés legfontosabb megjelenési módja a bőrlégzés. Ebben az esetben a testfolyadékok gázcseréje a bőrön keresztül megy végbe. A testfolyadékok a kezdetleges állatoknál nem különülnek el, hanem szabadon áramlanak a testüregben. A magasabb szerveződésű állatoknál lassan kialakultak a testfolyadékokat vezető csatornák – erek és nyirokerek –, elkülönül a két keringési rendszer (vérkeringés és nyirokkeringés). Ebben a szakaszban a vérerek bőrfelszínhez közel húzódó szakaszai között átkötések jönnek létre. A szén-dioxiddal telített vér áthalad a hajszáléren, közben a vékony bőrrétegen keresztül leadja szén-dioxid többletét és oxigént vesz fel.

## Egyéb légzési módok
Ez a légzési rendszer nem kíván hatékony vérkeringést, ezért a bőrlégző állatoknál általában nincs szív, amely központi motorként mozgatná a vérmennyiséget. Ehelyett a véredényrendszer izmai tartják mozgásban a vért. A bőrlégzés mindaddig hatékony, amíg a testfelszín szabad vízben helyezkedik el. Ezért a külső vázat növesztő vagy aljzatban élő állatok számára nem kielégítő. Az aljzatban élők első lépésként a béllégzést alkalmazzák, amelynek során a táplálékfelvétel céljából beszívott vízből a belek falai veszik fel az oxigént. Második lépésként kialakult a kopoltyú, mint a lokalizált légzés egyik első formája. Nagyon korán megjelent a légcsöves légzés a szárazföldi légkör légzésére az ízeltlábúaknál. Végül a levegő belélegzésére a tüdő is megjelent a gerinceseknél.

## Lásd még
- Bőr
- Légzés